# Gadila bordaensis
Gadila bordaensis är en blötdjursart som först beskrevs av Cotton och Godfrey 1940.  Gadila bordaensis ingår i släktet Gadila och familjen Gadilidae. Inga underarter finns listade i Catalogue of Life.